# Robert L. Forward
Robert Lull Forward (* 15. August 1932 in Geneva, New York, USA; † 21. September 2002 auf Whidbey Island, Washington, USA) war ein US-amerikanischer Physiker und Science-Fiction-Autor.

## Werke

### Science Fiction

#### Drachenei
- Dragon's Egg, 1980 (dt. Das Drachenei, 1981) – ISBN 3-404-24130-4
- Starquake, 1985 (dt. Sternbeben, 1987) – ISBN 3-404-24100-2

#### Rochewelt
- The Flight of the Dragonfly, 1984 (dt. Der Flug der Libelle, 1985) – ISBN 3-404-24078-2. Erweiterte Ausgabe: Rocheworld, 1990
- Return to Rocheworld, 1993, (mit Julie Forward Fuller)
- Marooned on Eden, 1993, (mit Margaret Dodson Forward)
- Ocean Under the Ice, 1994, (mit Margaret Dodson Forward)
- Rescued from Paradise, 1995, (mit Julie Forward Fuller)

#### Einzelromane
- Martian Rainbow, 1991 (dt. Der Regenbogen des Mars, 1992) – ISBN 3-404-24159-2
- Timemaster, 1992
- Camelot 30K, 1993
- Saturn Rukh, 1997

### Sachbücher und Artikel (Auswahl)
- Guidelines to Antigravity. In: Journal of Physics. März 1963.
- Bibliography of Interstellar Travel and Communication. In: Blick ins All. Bayerische Volkssternwarte, München (Februar) 1970, S. 6 (230 Veröffentlichungen bis etwa 1966).
- Mirror Matter: Pioneering Antimatter Physics, 1988 (mit Joel Davis)
- Future Magic, 1988
- Indistinguishable from Magic, 1995. (Sachbuch mit Erzählungen)